# Unikitty!
Unikitty! est une série d'animation américaine produite par Ed Skudder et Lynn Wang. Elle est basée sur le film d'animation La Grande Aventure Lego réalisé par Phil Lord et Christopher Miller. Aux États-Unis, la série a été diffusée entre le 27 octobre 2017 et le 27 août 2020 sur Cartoon Network.
En France, la série est diffusée depuis le 3 septembre 2018 sur France 4, puis le 4 février 2019 sur Cartoon Network, et au Québec sur Télétoon.

## Synopsis
En tant que dirigeante du Royaume des Nuages Perchés, la princesse Unikitty a eu plusieurs mésaventures sur son territoire, avec son frère prince Mimicorne, la scientifique Dr Fox, le garde du corps Hawkodile et le conseiller Richard. Ils traitent également les menaces de Maître Sourcil venant de la ville géante de l'autre côté de leur planète Sourcilville.

## Fiche technique
- Titre original : Unikitty!
- Insipirée de : La Grande Aventure Lego de Phil Lord et Christopher Miller
- Création : Ed Skudder et Lynn Wang
- Réalisation : Casey Alexander, Ed Skudder, Lynn Wang, Neil Graf, Adriel Garcia, Brock Gallagher, Careen Ingle, Bill Reiss
- Scénario : Chad Quandt, Aaron Waltke, Mike Olsen, Aaron Preacher, Kelsy Abbott, Ed Skudder, Lynn Wang, Mikey Heller, Matt Loman, Greg White, Emily Brundige, Kyle McVey, Matty Smith, Jordan Morris, Dani Michaeli, Katie Matilla, Greg Sullivan, Brady Klosterman, Kevin Fleming, Rob Janas
- Musique : 
  - Compositeur : Nick Keller
  - Compositeur de musique thématique : Babymetal
- Production : 
  - Producteurs : Ed Skudder, Lynn Wang, Aaron Horvath, Tony Salama, Ben Gruber
  - Producteurs exécutifs : Dan Lin, Phil Lord, Christopher Miller, Roy Lee, Jill Wilfert, Sam Register, Jeff Prezenkowski
- Sociétés de production : The Lego Group, Warner Bros. Animation, Snipple Animation, Renegade Animation
- Sociétés de distribution : DC "Nation" National
- Durée : 11 minutes
- Chaîne : Cartoon Network
- Diffusion :  États-Unis,  Danemark,  Royaume-Uni,  France,  Australie

## Distribution

### Voix originales
- Tara Strong : Unikitty
- Grey Griffin : Mimicorne
- Kate Micucci : Dr Fox
- Roger Craig Smith : Hawkodile / Richard
- Eric Bauza : Maître Sourcil
- H. Michael Croner : Brock

### Voix françaises
- Anaïs Delva : Unikitty
- Nathalie Homs : Mimicorne
- Céline Ronté : Dr Fox / Feebee
- Raphaël Cohen : Hawkodile
- Romuald Boulanger : Richard, dit Rick
- Jean-Michel Vaubien : Hawkodile (chant) / Richard (chant)
- Emmanuel Garijo : Maître Sourcil / voix diverses
- Christophe Lemoine : Brock /le policier orange/voix diverses
- Adrien Antoine : Batman
- Dorothée Pousséo, Jérôme Pauwels : Voix diverses

## Épisodes
| Saison | Saison | Épisodes | États-Unis       | États-Unis      | France                         | France                            |
| Saison | Saison | Épisodes | Début de saison  | Fin de saison   | Début de saison                | Fin de saison                     |
| ------ | ------ | -------- | ---------------- | --------------- | ------------------------------ | --------------------------------- |
|        | 1      | 40       | 27 octobre 2017  | 4 février 2019  | 3 septembre 2018               | 15 mai 2019                       |
|        | 2      | 40       | 20 octobre 2018  | 27 octobre 2019 | 28 décembre 2018               | 28 février 2021 (Cartoon Network) |
|        | 3      | 24       | 24 décembre 2019 | 27 août 2020    | Courant 2020 (Cartoon Network) | 1er mars 2021 (France 4)          |

### Première saison (2017-2019)
| №  | #  | Titre français                      | Titre original               | Première diffusion | Première diffusion |
| -- | -- | ----------------------------------- | ---------------------------- | ------------------ | ------------------ |
| 1  | 1  | Le Jeu du non-retour                | Spoooooky Game               | 27 octobre 2017    | 13 septembre 2018  |
| 2  | 2  | La Matière étincelante              | Sparkle Matter Matters       | 17 novembre 2017   | 3 septembre 2018   |
| 3  | 3  | Tombe la neige                      | No Day Like Snow Day         | 1er décembre 2017  | 10 septembre 2018  |
| 4  | 4  | Entraînement sauvage                | Action Forest                | 1er janvier 2018   | 6 septembre 2018   |
| 5  | 5  | Un robot trop beau                  | Kaiju Kitty                  | 1er janvier 2018   | 7 septembre 2018   |
| 6  | 6  | La Fin des problèmes                | Fire & Nice                  | 1er janvier 2018   | 7 septembre 2018   |
| 7  | 7  | L'Ami Pierre                        | Rock Friend                  | 1er janvier 2018   | 3 septembre 2018   |
| 8  | 8  | Panique en cuisine                  | Kitchen Chaos                | 1er janvier 2018   | 4 septembre 2018   |
| 9  | 9  | Le Coup de cœur                     | Crushing Defeat              | 1er janvier 2018   | 4 septembre 2018   |
| 10 | 10 | La Révolte des vœux                 | Wishing Well                 | 5 janvier 2018     | 6 septembre 2018   |
| 11 | 11 | Cache-cache                         | Hide N' Seek                 | 12 janvier 2018    | 7 septembre 2018   |
| 12 | 12 | Coincés ensemble                    | Stuck Together               | 19 janvier 2018    | 6 septembre 2018   |
| 13 | 13 | Les Idées géniales de Mimicorne     | Little Prince Puppycorn      | 26 janvier 2018    | 4 septembre 2018   |
| 14 | 14 | Mal-mal                             | Pet Pet                      | 2 février 2018     | 10 septembre 2018  |
| 15 | 15 | Unikitty contre Maître Sourcil      | Kitty Court                  | 9 février 2018     | 15 septembre 2018  |
| 16 | 16 | Un anniversaire d'enfer             | Birthday Blowout             | 16 février 2018    | 3 septembre 2018   |
| 17 | 17 | Renard de laboratoire               | Lab Cat                      | 23 février 2018    | 15 février 2019    |
| 18 | 18 | Super Geek                          | The Zone                     | 2 mars 2018        | 13 septembre 2018  |
| 19 | 19 | La Corne du bonheur                 | Too Many Unikitties          | 12 mars 2018       | 11 septembre 2018  |
| 20 | 20 | Le Festival du film                 | Film Fest                    | 12 mars 2018       | 7 mars 2019        |
| 21 | 21 | Chaos à la une                      | Unikitty News                | 12 mars 2018       | 7 mars 2019        |
| 22 | 22 | Colocataires en folie               | Dinner Apart-y               | 9 avril 2018       | 10 septembre 2018  |
| 23 | 23 | Dimanche détente                    | R & Arr                      | 13 avril 2018      | 16 mars 2019       |
| 24 | 24 | Permis de cogner                    | License to Punch             | 20 avril 2018      | 5 septembre 2018   |
| 25 | 25 | Un amour d’araignée                 | Buggin' Out                  | 4 juin 2018        | 1er mars 2019      |
| 26 | 26 | Fauteuil                            | Chair                        | 4 juin 2018        | 23 mars 2019       |
| 27 | 27 | Le Roi des skateurs                 | Kickflip McPuppycorn         | 4 juin 2018        | 23 mars 2019       |
| 28 | 28 | Le Radeau de l'aventure             | Super Amazing Raft Adventure | 4 juin 2018        | 23 mars 2019       |
| 29 | 29 | Doubler n'est pas jouer             | Tasty Heist                  | 4 juin 2018        | 23 mars 2019       |
| 30 | 30 | Le Tournoi                          | Brawl Bot                    | 23 juillet 2018    | 23 mars 2019       |
| 31 | 31 | À la recherche de la plage parfaite | Beach Daze                   | 23 juillet 2018    | 5 avril 2019       |
| 32 | 32 | Gros chiot, petits problèmes        | Big Pup, Little Problem      | 23 juillet 2018    | 6 avril 2019       |
| 33 | 33 | La Magie de Richard                 | Tragic Magic                 | 23 juillet 2018    | 6 avril 2019       |
| 34 | 34 | La Danse à outrance                 | Dancer Danger                | 23 juillet 2018    | 6 avril 2019       |
| 35 | 35 | Le prince des proprios              | Landlord Lord                | 17 août 2018       | 7 avril 2019       |
| 36 | 36 | Histoires d'Halloween               | Scary Tales                  | 16 mars 2018       | 1er octobre 2018   |
| 37 | 37 | La parade                           | Float On                     | 13 octobre 2018    | 8 avril 2019       |
| 38 | 38 | Perdus dans l'espace                | Space Mission: Danger        | 20 décembre 2018   | 9 avril 2019       |
| 39 | 39 | Des cadeaux par milliers            | Top of the Naughty List      | 20 décembre 2018   | 18 décembre 2018   |
| 40 | 40 | BatKitty                            | BatKitty                     | 4 février 2019     | 15 mai 2019        |

### Deuxième saison (2019-2020)
| №  | #  | Titre français                             | Titre original            | Première diffusion | Première diffusion                                           |
| -- | -- | ------------------------------------------ | ------------------------- | ------------------ | ------------------------------------------------------------ |
| 41 | 1  | Bataille aquatique                         | Pool Duel                 | 4 février 2019     | Courant 2019                                                 |
| 42 | 2  | Le gang de la molaire                      | Tooth Trouble             | 20 octobre 2018    | Courant 2019                                                 |
| 43 | 3  | Catastrographe                             | This Spells Disaster      | 20 octobre 2018    | Courant 2019                                                 |
| 44 | 4  | Roadtrip en folie                          | Roadtrip Ruckus           | 20 octobre 2018    | Courant 2019                                                 |
| 45 | 5  | Souvenirs en folie                         | Memory Amok               | 6 février 2019     | Courant 2019                                                 |
| 46 | 6  | Élections                                  | Election Day              | 7 février 2019     | Courant 2019                                                 |
| 47 | 7  | Insomnuit Pyjama                           | No Sleep Sleep Over       | 7 février 2019     | Courant 2019                                                 |
| 48 | 8  | Le parc de la désattraction                | Unfairgrounds             | 8 février 2019     | Courant 2019                                                 |
| 49 | 9  | Le parc de la désattraction                | Unfairgrounds             | 8 février 2019     | Courant 2019                                                 |
| 50 | 10 | Kitty & Hawk                               | Kitty & Hawk              | 11 février 2019    | Courant 2019                                                 |
| 51 | 11 | Communion avec la nature                   | Camp Unikitty             | 12 février 2019    | Courant 2019                                                 |
| 52 | 12 | Hawkodile Sensei                           | Hawkodile Sensei          | 13 février 2019    | Courant 2019                                                 |
| 53 | 13 | Les conditions idéales                     | Perfect Moment            | 14 février 2019    | Courant 2019                                                 |
| 54 | 14 | L'ennui                                    | P.L.O.T. Device           | 15 février 2019    | Courant 2019                                                 |
| 55 | 15 | Qui a enlevé Toast ?                       | Who Took Toast            | 18 février 2019    | Courant 2019                                                 |
| 56 | 16 | La course à l'arc-en-ciel                  | Rainbow Race              | 19 février 2019    | Courant 2019                                                 |
| 57 | 17 | Les bips                                   | Beep                      | 20 février 2019    | Courant 2019                                                 |
| 58 | 18 | La livraison                               | Delivery Effect           | 21 février 2019    | Courant 2019                                                 |
| 59 | 19 | Tous au laser game                         | Lazer Tag                 | 22 février 2019    | Courant 2019                                                 |
| 60 | 20 | Rick des tropiques                         | Trapped in Paradise       | 25 février 2019    | Courant 2020                                                 |
| 61 | 21 | La guerre des farces                       | Prank War                 | 21 octobre 2018    | 28 décembre 2018                                             |
| 62 | 22 | La sécurité d'abord                        | Safety First              | 26 février 2019    | Courant 2019                                                 |
| 63 | 23 | La colère du volcan                        | Volcano                   | 26 février 2019    | Courant 2019                                                 |
| 64 | 24 | Premier vol                                | First Flight              | 27 février 2019    | Courant 2019                                                 |
| 65 | 25 | Pom-pom Brock                              | Cheerleading              | 27 février 2019    | Courant 2019                                                 |
| 66 | 26 | L'équipe de bras cassés                    | Rag Tag                   | 28 février 2019    | Courant 2019                                                 |
| 67 | 27 | L'oie aux œufs d'or                        | Career Day                | 28 février 2019    | Courant 2020                                                 |
| 68 | 28 | Le blues de l’astéroïde                    | Asteroid Blues            | 1er mars 2019      | Courant 2019                                                 |
| 69 | 29 | Opération vacances                         | The Big Trip              | 1er mars 2019      | Courant 2020                                                 |
| 70 | 30 | L'émission nocturne qui passe tard la nuit | Late Night Talky Time     | 27 septembre 2019  | 4 décembre 2019                                              |
| 71 | 31 | Bienvenue au Royaume des Nuages Perchés    | Welcome to the Unikingdom | 4 octobre 2019     | Courant 2020                                                 |
| 72 | 32 | La capsule temporelle                      | Time Capsule              | 11 octobre 2019    | Courant 2020                                                 |
| 73 | 33 | Des chansons et des clips                  | Music Videos              | 11 octobre 2019    | Courant 2020                                                 |
| 74 | 34 | Brock le rabat-joie                        | Brock: Most Wanted        | 25 octobre 2019    | Courant 2020 (Cartoon Network) 16 février 2021 (France 4)    |
| 75 | 35 | Histoires à dormir debout                  | Bedtime Stories           | 18 octobre 2019    | 24 janvier 2021 (Cartoon Network) 18 février 2021 (France 4) |
| 76 | 36 | Des trucs de grand                         | Grown Up Stuff            | 20 octobre 2019    | 24 janvier 2021 (Cartoon Network) 19 février 2021 (France 4) |
| 77 | 37 | La presse en folie                         | Stop the Presses          | 25 octobre 2019    | 31 janvier 2021 (Cartoon Network) 18 février 2021 (France 4) |
| 78 | 38 | Des châteaux et des chatons                | Castles and Kitties       | 14 octobre 2019    | 21 février 2021 (Cartoon Network) 23 février 2021 (France 4) |
| 79 | 39 | Dans la tête de Docteur Fox                | Brain Trust               | 27 octobre 2019    | 22 février 2021 (France 4) 28 février 2021 (Cartoon Network) |
| 80 | 40 | Tontoncorne                                | Dunklecorn                | 14 octobre 2019    | 2020                                                         |

### Troisième saison (2019-2020)
| №   | #  | Titre français                             | Titre original                           | Première diffusion | Première diffusion                                           |
| --- | -- | ------------------------------------------ | ---------------------------------------- | ------------------ | ------------------------------------------------------------ |
| 81  | 1  | Il faut souffrir pour être grand           | Growing Pains                            | 24 décembre 2019   | Courant 2020 (Cartoon Network) 16 février 2021 (France 4)    |
| 82  | 2  | Le club de la saucisse                     | Wiener Club                              | 24 décembre 2019   | Courant 2020 (Cartoon Network) 16 février 2021 (France 4)    |
| 83  | 3  | Piégés dans la tour                        | Trapped in the Tower                     | 24 décembre 2019   | Courant 2020 (Cartoon Network) 17 février 2021 (France 4)    |
| 84  | 4  | Livraison express                          | Special Delivery                         | 24 décembre 2019   | Courant 2020 (Cartoon Network) 17 février 2021 (France 4)    |
| 85  | 5  | Histoires d'Halloween 2                    | Scary Tales 2                            | 24 décembre 2019   | Courant 2020 (Cartoon Network) 17 février 2021 (France 4)    |
| 86  | 6  | Pas d'arrêt de travail pour Docteur Fox    | Sick Day                                 | 8 mars 2020        | 23 février 2021                                              |
| 87  | 7  | Le gorille de mémé                         | Old Lady Bodyguard                       | 8 mars 2020        | 31 janvier 2021 (Cartoon Network) 18 février 2021 (France 4) |
| 88  | 8  | Le royaume de la givritude                 | Too Cool                                 | 8 mars 2020        | 7 février 2021 (Cartoon Network) 19 février 2021 (France 4)  |
| 89  | 9  | Le Gardien du Royaume des Nuages Perchés   | Guardian of the Unikingdom               | 22 mars 2020       | 7 février 2021 (Cartoon Network) 22 février 2021 (France 4)  |
| 90  | 10 | Le papillon de malheur                     | Cast Aside the Truth                     | 29 mars 2020       | 14 février 2021 (Cartoon Network) 19 février 2021 (France 4) |
| 91  | 11 | Le concours de Madame Glassalo             | Unikitty and the Ice Pop Factory         | 5 avril 2020       | 14 février 2021 (Cartoon Network) 23 février 2021 (France 4) |
| 92  | 12 | Le trésor de Barbe d'Os                    | Sunken Treasure                          | 18 mai 2020        | 21 février 2021 (Cartoon Network) 25 février 2021 (France 4) |
| 93  | 13 | La Nuit des donuts morts-vivants           | Dawn of the Donut                        | 16 mars 2020       | 24 février 2021 (France 4) 28 février 2021 (Cartoon Network) |
| 94  | 14 | L'Ennui 2 : Au-delà de l'ennui             | P.L.O.T. Device 2: Beyond the Bored Dome | 20 mai 2020        | 24 février 2020                                              |
| 95  | 15 | Combat d'ennemis                           | The New Nemesis                          | 20 mai 2020        | 25 février 2021                                              |
| 96  | 16 | Bébé Chenille deviendra grand              | Baby Caterpillar                         | 21 mai 2020        | 22 février 2021                                              |
| 97  | 17 | Le retour infernal                         | Borrowed                                 | 19 août 2020       | 25 février 2021                                              |
| 98  | 18 | Les meilleurs meilleurs amis               | Best Best Friends                        | 21 mai 2020        | 26 février 2021                                              |
| 99  | 19 | L'escape game de la mort                   | The Escape Room of Doom                  | 22 mai 2020        | 1er mars 2021                                                |
| 100 | 20 | La malédiction de l'œuf pourri             | Last One There                           | 22 mai 2020        | 26 février 2021                                              |
| 101 | 21 | Le meilleur bonbon                         | The Very Best Candy                      | 25 mai 2020        | 26 février 2021                                              |
| 102 | 22 | Les Unikitty d'Or                          | The Unikingdom Awards                    | 25 mai 2020        | 24 février 2021                                              |
| 103 | 23 | Le meilleur anniversaire de tous les temps | The Birthday To End All Birthdays        | 26 mai 2020        | 1er mars 2021                                                |
| 104 | 24 | Le meilleur anniversaire de tous les temps | The Birthday To End All Birthdays        | 26 mai 2020        | 1er mars 2021                                                |